# Erik Erlandsson (Sparre av Rackeby)
Erik Erlandsson (Sparre av Rackeby), död 1419 (ihjälslagen), var en svensk riddare och lagman. Han var gift med Ingegärd av okänd släkt.
Han var lagman i Västergötlands och Dals lagsaga 1396 till 1402, och omnämnd som riddare i november 1396. och var alltså redan riddare vid Erik av Pommerns kröning den 17 juni 1397 i Kalmar.
År 1403 arrenderade han Rackeby kungsgård av Gudhems kloster.
År 1419 mördades Erik Erlandsson av Knut Jönsson (Tre Rosor) och Arent Stubbe.
Senare samma år skänks Hunnavik tillsammans med Bohult till Nydala kloster. Gåvan var ett sätt för väpnarna Knut Jonsson och Arent Stubbe att köpa sig själslig (och möjligen även juridisk) frid efter att de mördat Erik Erlandsson.